# Ieva Krastiņa
Ieva Krastiņa, po mężu Pulvere  (ur. 22 lipca 1990 w Kiesiu) – łotewska koszykarka, występująca na pozycji rzucającej, reprezentantka kraju, od 2023 zawodniczka TTT Ryga.

## Osiągnięcia
Stan na 14 maja 2024, na podstawie, o ile nie zaznaczono inaczej.

### Drużynowe
- Mistrzyni:
  - ligi bałtyckiej WBBL (2019–2022, 2024)[3][4][5][6]
  - ligi łotewsko-estońskiej (2017, 2018, 2019)[7][8][3]
  - Litwy (2014)
  - Łotwy (2009, 2015–2022, 2024)[9][10][11][7][8]
- Wicemistrzyni:
  - Eurocup (2023)
  - Bałtyckiej Ligi Koszykówki (2008, 2009, 2015)
  - ligi łotewsko-estońskiej (2013)[12]
  - Łotwy (2008, 2010, 2012, 2013)[13][12]
- Uczestniczka międzynarodowych rozgrywek:
  - Euroligi (2010/2011, 2018–2021)
  - Eurocup (2008/2009, 2017/2018)

### Indywidualne
(* – nagrody przyznane przez portal eurobasket.com)
- MVP*:
  - sezonu ligi łotewskiej (2012, 2015)[13][10]
  - finałów:
    - WBBL (2022, 2024)[5][6]
    - ligi łotewskiej (2015, 2024)[10][6]
- Defensywna zawodniczka roki ligi łotewskiej (2012)*[13]
- Najlepsza zawodniczka, występująca na pozycji obronnej ligi łotewskiej (2012, 2017)*[13][7]
- Zaliczona do*:
  - I składu:
    - turnieju WBBL (2022)[5]
    - ligi łotewskiej (2011, 2012, 2015, 2017–2019, 2024)[14][13][10][7][8][3][6]

  - honorable mention ligi WBBL (2024)[5][6]
  - II składu ligi łotewskiej (2013, 2016)[12][11]
- Liderka ligi łotewskiej w:
  - punktach (2011 – 21,2, 2024 – 19,3)[14][6]
  - przechwytach (2011 – 4,3, 2012 – 3, 2013 – 3,2, 2015 – 2,8)[14][13][12][10]

### Reprezentacja
Seniorska
- Uczestniczka:
  - mistrzostw:
    - świata (2018 – 13. miejsce)
    -  Europy (2013 – 13. miejsce, 2017 – 6. miejsce, 2019 – 11. miejsce, 2023 – 13. miejsce)

  - kwalifikacji do Eurobasketu (2013, 2015, 2017, 2021, 2023)

Młodzieżowe
- Mistrzyni Europy U–18 dywizji B (2008)
- Brązowa medalistka mistrzostw Europy U–20 (2009, 2010)
- Uczestniczka mistrzostw Europy:
  - U–20 (2007 – 12. miejsce, 2009, 2010)
  - dywizji B:
    - U–18 (2007 – 4. miejsce, 2008)
    - U–16 (2005, 2006)